# 우스코레니예
우스코레니예 (ускорение, 가속이라는 뜻)는 미하일 고르바초프 소련 공산당 서기장이 1985년 4월 20일 소련 공산당 전원회의에서 발표한 슬로건이자 정책으로, 소련의 정치, 사회, 경제 발전을 가속화하는 것을 목표로 했다. 이는 페레스트로이카, 글라스노스트, 신사고 외교, 그리고 데모크라티자치야(민주화)를 포함한 일련의 개혁 중 첫 번째 슬로건이었다.

## 역사
경제 발전의 가속화라는 생각(및 고르바초프가 페레스트로이카 시대에 시행한 다른 아이디어들)은 이미 1982년에 유리 안드로포프에 의해 제시되었다. 이는 1982년 11월 28일 당 중앙위원회 전원회의를 보도한 프라우다의 1983년 1월 2일자 주요 기사에서 선언되었다.
1985년 5월, 고르바초프는 레닌그라드(현 상트페테르부르크)에서 연설을 했고, 그 연설에서 경제 발전의 둔화와 생활 수준의 부적절함을 인정했다.
이 프로그램은 고르바초프가 의회에 제출한 보고서에서 소련 공산당 제27차 대회에서 더욱 진전되었으며, 그는 이 보고서에서 [페레스트로이카] 오류: {{전자}}: transliteration text not Latin script (pos 1: 페) (도움말), [우스코레니예] 오류: {{전자}}: transliteration text not Latin script (pos 1: 우) (도움말), "인적 요인", [글라스노스트] 오류: {{전자}}: transliteration text not Latin script (pos 1: 글) (도움말), 그리고 "[[[호즈라스체트]]] 오류: {{전자}}: transliteration text not Latin script (pos 3: 호) (도움말)(상업화)의 확장"에 대해 언급했다. 가속화는 기술 및 과학 진보, 중공업 개편(마르크스주의 경제학의 경공업에 대한 중공업 발전 우선순위 가설에 따라), "인적 요인" 고려, 노동 규율 및 아파라트치크의 책임 증가를 기반으로 계획되었다. 실제로는 중공업에 막대한 통화 발행을 통해 구현되었는데, 이는 경제를 더욱 불안정하게 만들었고 특히 기업과 국가, 기업 간의 무현금 결제(러시아어: 베즈날리치니이 라스체트)에 사용되는 실제 현금과 가상 화폐 사이에 엄청난 불균형을 초래했다.
단순한 "가속화" 정책은 결국 실패했고, 이는 1987년 6월 당 전원회의에서 사실상 인정되었으며, [우스코레니예] 오류: {{전자}}: transliteration text not Latin script (pos 1: 우) (도움말) 슬로건은 더욱 야심 찬 [[[페레스트로이카]]] 오류: {{전자}}: transliteration text not Latin script (pos 3: 페) (도움말)(전체 경제의 재편성)로 대체되었다.

## 같이 보기
- 500일 계획
- 소련의 붕괴
- 전환 경제